# ناتالیا سامرودینا
ناتالیا سامرودینا (اوکراینی: Наталія Анатоліївна Самородіна؛ زادهٔ ۱۷ مارس ۱۹۸۳) ورزشکار ورزش شنا اهل اوکراین است.